# Maurice de Hesse-Cassel
Maurice Ier de Hesse-Cassel dit « l'Éclairé » ou « le Savant » (en allemand : Moritz Ier von Hessen-Kassell « der Gelehrte ») (25 mai 1572 - 15 mars 1632) est landgrave de Hesse-Cassel de 1592 à 1632.

## Biographie

### Religion
Bien qu'élevé dans la foi luthérienne, Maurice se convertit au calvinisme en 1605 et exige de ses sujets leur conversion, sans succès. Il tente ensuite d'imposer le calvinisme dans le Hesse-Marbourg, mais ce changement de confession étant contraire aux règles de succession, il s'ensuit un conflit avec le Hesse-Darmstadt qu'il avait hérité de son oncle en 1604, ainsi qu'avec Matthias, saint Empereur romain. Il s’attira aussi les armes de l’empereur Ferdinand II. S’agissant de ses réformes religieuses, elles se manifestent notamment dans la liturgie. De plus, le pain ordinaire remplace les hosties dans l’Eucharistie.
Dès 1648, le territoire de Hesse comprendra deux Églises : une luthérienne et une réformée.

### Militaire
Ses actions ruinent financièrement le Hesse-Cassel. Maurice de Hesse-Cassel s'est également allié à la Suède lors de la guerre de Trente Ans (qui a eu lieu de 1618 à 1648).
En 1623, un arrêt de loi de l'empereur Ferdinand II promulgua la perte des États que lui contestaient les princes de Darmstadt ainsi que les revenus que Maurice de Hesse-Cassel en avait retirés. Il essaya en vain d’obtenir l'appui des autres cours Allemandes et se résolut finalement, en voyant les habitants de ses terres maltraités, à céder en 1624, une partie de ses terres à la branche Hesse-Darmstadt. En 1627, il dut abdiquer en faveur de son fils Guillaume (1602-1637).
Les landgraves de Hesse-Cassel prirent l'habitude de louer leur armée comme des mercenaires au cours des XVIIe et XVIIIe siècles.

### Un savant reconnu
Maurice de Hesse-Cassel est un réformateur qui souhaitait faire bénéficier toutes les branches de la civilisation des progrès. Son érudition en littérature, théologie, poésie, mathématiques, chimie…était notoire. Il apprécie en particulier la littérature française.

### Un mélomane qui a découvert Schütz
Il s'illustre également comme musicien et compositeur, en particulier pour le luth. Ses œuvres continuent à être jouées aujourd’hui, par exemple en matière de Poème harmonique[pas clair]. Il s'attache les services du luthiste français Victor de Montbuysson (né vers 1570, mort après 1639), qui se produit à sa cour de 1595 à 1627. Il découvre et soutient le compositeur Allemand Heinrich Schütz à qui il donne notamment une bourse en 1609 pour aller étudier la musicologie à Venise. Schütz, qui lui devait sa destinée musicale, lui rend hommage en publiant en 1611 Il Primo Libro de Madrigal.

## Famille

### Descendance
Il épouse en premières noces, le 23 septembre 1593 au château de Cassel, la comtesse Agnès de Solms-Laubach (1578-1602), fille du comte Jean-Georges Ier de Solms-Laubach et de la comtesse Marguerite de Schönburg-Glauchau. Ils ont quatre enfants.
- Othon de Hesse-Cassel, landgrave de Hesse-Cassel (24 décembre 1594 - 7 août 1617) épouse en premières noces la princesse Ursule de Bade-Durlach (19 juin 1593 - 15 février 1615), sans descendance, puis épouse en secondes noces la princesse Agnès-Madeleine d'Anhalt-Dessau (29 mars 1590 - 24 octobre 1626), dont descendance ;
- Élisabeth de Hesse-Cassel (24 mars 1596 - 16 décembre 1625) épouse le duc Jean-Albert II de Mecklembourg-Güstrow (5 mai 1590 - 23 avril 1626), dont descendance ;
- Maurice de Hesse-Cassel, prince de Hesse-Cassel (14 juillet 1600 - 11 août 1612), célibataire, sans enfants ;
- Guillaume V de Hesse-Cassel, 4e landgrave de Hesse-Cassel (13 ou 14 février 1602 - 21 septembre 1637) épouse la comtesse Amélie-Élisabeth de Hanau-Münzenberg (29 janvier 1602 - 8 août 1651), dont descendance.

Il épouse en secondes noces, le 22 mai 1603 au château de Cassel, la comtesse Julienne de Nassau-Siegen (1587-1643), fille du comte Jean VII de Nassau-Siegen et de la comtesse Madeleine de Waldeck. Ils ont quatorze enfants.
- Philippe de Hesse-Cassel, prince de Hesse-Cassel (26 septembre 1604 - 17 juin 1626), célibataire, sans enfants ;
- Agnès de Hesse-Cassel (14 mai 1606 - 28 mai 1650) épouse le prince Jean-Casimir d'Anhalt-Dessau (7 septembre 1596 - 15 septembre 1660), dont descendance ;
- Hermann de Hesse-Rotenbourg, 1er landgrave de Hesse-Rotenbourg (1er août 1607 - 25 mars 1658) épouse en premières noces la comtesse Juliane de Waldeck -Wildungen (1er avril 1607 - 15 septembre 1637), dont descendance, puis épouse en secondes noces la princesse Cunégonde d'Anhalt-Dessau (17 février 1608 - 26 septembre 1683), sans descendance ;
- Juliane de Hesse-Cassel (7 octobre 1608 - 11 décembre 1628), célibataire, sans enfants ;
- Sabine de Hesse-Cassel (5 juillet 1610 - 21 mai 1620), célibataire, sans enfants ;
- Madeleine de Hesse-Cassel (25 août 1611 - 12 février 1671) épouse le comte Éric de Salm-Reifferscheid (1er février 1619 - 18 avril 1678), dont descendance ;
- Maurice de Hesse-Cassel, prince de Hesse-Cassel (13 juin 1614 - 16 février 1633), célibataire, sans enfants ;
- Sophie de Hesse-Cassel (12 septembre 1615 - 22 novembre 1670) épouse le comte Philippe Ier de Schaumbourg-Lippe (18 juillet 1601 - 10 avril 1681), dont descendance ;
- Frédéric de Hesse-Eschwege, 1er landgrave Hesse-Eschwege (9 mai 1617 - 24 septembre 1654) épouse la comtesse Éléonore-Catherine de Deux-Ponts-Cleebourg (17 mai 1626 - 3 mars 1692), dont descendance ;
- Christian de Hesse-Cassel, prince de Hesse-Cassel (5 février 1622 - 14 novembre 1640), célibataire, sans enfants ;
- Ernest Ier de Hesse-Rheinfels, 1er landgrave de Hesse-Rheinfels (18 décembre 1623 - 12 mai 1693) épouse la comtesse Éléonore-Catherine de Deux-Ponts-Cleebourg (17 mai 1626 - 3 mars 1692), dont descendance ;
- Christine de Hesse-Cassel (9 juillet 1625 - 25 juillet 1626), célibataire, sans enfants ;
- Philippe de Hesse-Cassel, prince de Hesse-Cassel (28 septembre 1626 - 8 juillet 1629), célibataire, sans enfants ;
- Élisabeth de Hesse-Cassel (23 octobre 1628 - 10 février 1633), célibataire, sans enfants.